# 集賢県
集賢県（しゅうけん-けん）は中華人民共和国黒竜江省双鴨山市に位置する県。県人民政府の所在地は福利鎮。

## 地理
紅旗ダムがある。

## 歴史
1946年（民国35年）、富錦県より分割設置され合江省の管轄とされた。1949年に松江省、1954年に黒竜江省に移管されている。1960年に一旦廃止されたが、1962年に再設置され現在に至る。

## 行政区画
5鎮、3郷を管轄：
- 鎮：福利鎮、集賢鎮、升昌鎮、豊楽鎮、太平鎮
- 郷：腰屯郷、興安郷、永安郷

## 交通

### 鉄道
- 中国国家鉄路集団
  - 中国鉄路ハルビン局集団公司
    - 牡佳旅客専用線（中国語版） 双鴨山西駅
    - 佳富線（ジャムス方面）- 太平鎮駅（中国語版） - 豊楽鎮駅（中国語版） - 筆架山駅（中国語版） - 福利屯駅（中国語版） -（双鴨山方面）
    - 福前線 福利屯駅 -（四方台区内）- 升昌駅（中国語版） -（撫遠方面）

### 道路
- 高速道路
  -  哈同高速道路（中国語版）（ アジアハイウェイ33号線）

- 国道
  -  G221国道（中国語版）

- 省道
  -  307省道

## 健康・医療・衛生
- 集賢県人民医院